# Himno nacional de Sudáfrica
El himno nacional de Sudáfrica fue creado en 1997 bajo el gobierno de Nelson Mandela. Proviene de la fusión del antiguo himno nacional Die Stem van Suid-Afrika, con letra de Cornelis Jacobus Langenhoven (1918) y música de Martin de Viliers (1921), y la canción bantú Nkosi Sikelel' iAfrika, creada en el siglo XIX por Enoch Mankanyi Nsotonga.
Su letra contiene partes en los idiomas más hablados del país: xhosa, zulú, sesotho, afrikáans e inglés.

## Historia
"Nkosi Sikelel 'iAfrika" fue compuesta en el año 1897 por Enoch Sontonga, un maestro de una escuela metodista. Fue cantada originalmente como un himno de la iglesia, pero más tarde se convirtió en un acto de desafío político contra el gobierno del apartheid. "Die Stem van Suid-Afrika" es un poema escrito por CJ Langenhoven en 1918 cuya música fue puesta por el reverendo Marthinus Lourens de Villiers en 1921. Die Stem fue el himno co-nacional con el "God Save the King / Queen" entre 1936 y 1957, cuando se convirtió en el único himno nacional hasta 1995.
El gobierno de Sudáfrica adoptó ambas canciones como himnos nacionales en el año 1994, cuando Nelson Mandela asumió la presidencia. Las dos canciones se fusionaron en 1997 para formar el himno actual. Las nuevas letras en inglés fueron modificadas a partir de los cuatro últimos versos de la primera estrofa de la canción "El llamado de Sudáfrica" (la versión en inglés de "Die Stem"), y se modificaron para reflejar la esperanza en la sociedad post-apartheid de Sudáfrica.

## Letra y traducción
| Idioma    | Texto | Español |
| --------- | --- | --- |
| Xhosa     | Nkosi sikelel' iAfrika Maluphakanyisw' uphondo lwayo,                                                                                                | Dios bendiga a África Que alce su gloria |
| Zulú      | Yizwa imithandazo yethu, Nkosi sikelela, thina lusapho lwayo.                                                                                        | Escúchanos, Señor bendícenos, a nosotros, tus hijos. |
| Sesotho   | Morena boloka setjhaba sa heso, O fedise dintwa le matshwenyeho, O se boloke, o se boloke setjhaba sa heso, Setjhaba sa, South Afrika, South Afrika! | Señor, te rogamos que protejas nuestra nación, Intervén y cesa todos los conflictos Protégenos, Protege nuestra nación, Protege a Sudáfrica, Sudáfrica! |
| Afrikáans | Uit die blou van onse hemel, Uit die diepte van ons see, Oor ons ewige gebergtes, Waar die kranse antwoord gee,                                      | Del azul de nuestro cielo, De lo más profundo de nuestro mar, Sobre nuestros montes eternos, donde resuenan los ecos por las peñas,                     |
| Inglés    | Sounds the call to come together, And united we shall stand, Let us live and strive for freedom, In South Africa our land.                           | Suena la llamada para venir juntos, y unidos permaneceremos en pie, Vivamos y luchemos por la libertad en Sudáfrica, nuestra tierra.                    |